# Lo scoiattolo Banner/Sasuke
Lo scoiattolo Banner/Sasuke è un singolo discografico split dei gruppi Le Mele Verdi e I Cavalieri del Re, pubblicato nel 1982.

## Tracce
1. Le Mele Verdi – Lo scoiattolo Banner (Mitzi Amoroso, Corrado Castellari e Silvano D'Auria)
2. I Cavalieri del Re – Sasuke (Riccardo Zara)

## Descrizione
Lo scoiattolo Banner è un brano musicale sigla dell'anime omonimo. La voce maschile che interviene nel brano è quella dello stesso Castellari, coautore del brano, che è spesso intervenuto come cantante nelle sigle del gruppo. Come coristi nel ritornello, oltre a Castellari, hanno cantato anche sua moglie Norina Piras con la figlia Melody Castellari. La versione televisiva differisce, in alcune parti del cantato e del coro, rispetto alla versione su disco.
Sasuke è un brano utilizzato come sigla dell'anime giapponese Sasuke, il piccolo ninja. Per ovviare alla sovrapposizione di sigle interpretate a loro nome, si era pensato in un primo momento di attribuire il brano a Il papà di Jonathan.
Mitzi Amoroso, coautrice de Lo scoiattolo Banner, in un'intervista, disse che del disco furono stampate pochissime copie.